# Гарсия, Алан
Ала́н Габриэ́ль Лю́двиг Гарси́я Пе́рес (исп. Alan Gabriel Ludwig García Pérez, 23 мая 1949, Лима — 17 апреля 2019, Лима) — президент Перу в 1985—1990 и 2006—2011.

## Биография
Алан Гарсия Перес родился в семье политиков. Его отец, Карлос Гарсия-Ронсерос, был секретарём Перуанской апристской партии в годы правления в стране Мануэля Одриа.
В 1973 году Алан Гарсия Перес окончил Университет Сан-Маркос, затем учился в университетах Испании и Франции (в том числе в Парижском университете). Со студенческих времён является активистом Перуанской апристской партии, занимал ответственные партийные посты, в том числе генерального секретаря (1982—1985). Являлся одним из авторов конституции Перу, принятой в 1979. В 1980—1985 — депутат парламента страны.
Доктор права, автор нескольких книг по вопросам политики, социологии и права.
Гарсия женат на Пилар Норес. У него шестеро детей: дочь Карла от первого брака с Карлой Бускалья, дочери Жосефина, Габриэла, Лусиана и сын Алан-Рауль от брака с Пилар Норес, а также сын Федерико от внебрачной связи с Элизабет Чизмен.
Алан Гарсия скончался при задержании, выстрелив в себя 17 апреля 2019 года.

### Первое президентство (1985—1990)
С 28 июля 1985 до 28 июля 1990 — президент Перу. Его правление считается неудачным из-за роста инфляции и активизации вооружённых группировок. Во время гражданской войны в Перу был связан с «эскадронами смерти».
Вместе с тем резко выступал против МВФ (в начале 1986 г. представительство МВФ в Перу было закрыто). В целях борьбы с коррупцией в марте 1986 года было уволено 236 старших офицеров полиции, включая 29 полковников.
11 октября 1986 года пережил сразу 2 попытки покушения.
8 июля 1987 года изложил экономический план: немедленное повышение зарплат военных, учителей, врачей, полиции и рабочих, не входящих в профсоюзы, на 25-35 %; повышение минимальной зарплаты в стране на 35 % (до примерно 60 долл. США), что затронуло 1 млн человек. Целью являлось расширение внутреннего спроса при усилении государственного контроля над ценами, учитывая уровень инфляции в 90 %. Для компенсации расходов предпринимателей предусматривалось снижение ставок по кредитам с 40 до 32 %. Ужесточался импорт предметов роскоши, прошли переговоры со всеми кредиторами страны с целью снижения размера и рассрочки выплат по долгам.
12 октября 1987 года вступил в силу ранее подписанный закон о национализации 10 частных банков и 6 финансовых организаций (здания трёх банков были взяты штурмом после отказа владельцев подчиниться указу).
Однако уже через полгода после этих мер инфляция вновь резко выросла (до 1400 %, выросли цена на продовольствие (на 30-60 %) и бензин (на 50 %), вновь пришлось резко повышать минимальную зарплату (на 60 %) и зарплату госслужащих (на 40-45 %). Подобные меры пришлось принимать неоднократно. В результате резкое увеличение объёма валового внутреннего продукта не помогло смягчить кризис, инфляция к концу 1988 года достигла 1100 %, рост цен на продовольствие — от 40 до 170 %, на бензин — 125 %, пришлось девальвировать национальную валюту на 100 %.
В то же время ущерб от действий террористов и антиправительственных группировок в 1980—1989 годах составил около 15 млрд долларов, что также углубило кризис и предопределило поражение А. Гарсии на выборах.

### Дальнейшая жизнь
В 1992 в связи с обвинениями в коррупции Гарсия был вынужден эмигрировать в Колумбию, где жил до 2001. После снятия с него обвинений вернулся в Перу и возглавил парламентскую оппозицию.

### Второе президентство (2006—2011)
В 2006 социал-демократ Алан Гарсия выиграл во втором туре президентские выборы у левого националиста Ольянты Умалы (исп. Ollanta Humala), набрав 53 % голосов. 28 июля 2006 вступил в должность президента Перу.
На своем первом выступлении в качестве президента Гарсия заявил, что он назначил министра финансов, который не является ни «проводником либерального рынка», ни сторонником «слишком сильного государственного вмешательства в экономику». Пост премьер-министра достался Хорхе дель Кастильо. По данным Би-би-си, в частных беседах Гарсия заявил о своей заинтересованности в улучшении торговых отношений с Бразилией, и что он считает себя поклонником бразильского президента Лулы да Силвы.
11 января 2007 года Гарсия потерпел первое крупное политическое поражение своего второго президентства, когда его предложение ввести смертную казнь в качестве наказания для захваченных повстанцев из организации «Сияющий путь» было отвергнуто Конгрессом. Гарсия обещал ввести смертную казнь за участие в организации «Сияющий путь» в 2006 году в ходе президентских выборов. Около 3000 сторонников предложения провели в Лиме марш, пронеся фотографии жертв нападений со стороны «Сияющего пути».
5 июня 2009 года Гарсия приказал полиции и вооруженным силам остановить индейцев Амазонки, которые блокировали дороги в Багуа. Индейцы протестовали против подписания Аланом Гарсией указов, которые позволяют иностранным корпорациям добывать нефть в землях индейцев, а также вести добычу полезных ископаемых и лесозаготовки. В результате действий вооруженных сил около 50 индейцев погибли и около двух сотен пропали без вести.

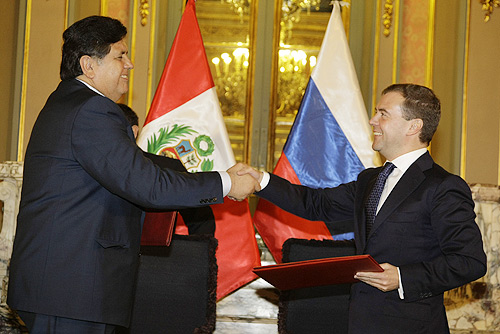
Алан Гарсия и Дмитрий Медведев в Лиме 24 ноября 2008.

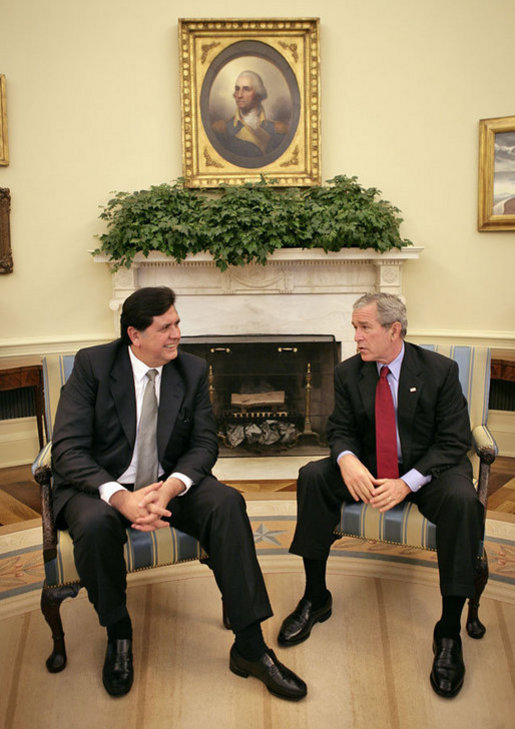
Алан Гарсия и Джордж Буш-младший в Белом доме

### После второго президентства
10 апреля 2016 года в первом туре президентских выборов занял пятое место, набрав 5,83 % голосов.
В ноябре 2018 года Алан Гарсия получил запрет на выезд из Перу после подозрения в получении взяток от компании Odebrecht. 17 ноября 2018 года он вошёл в резиденцию уругвайского посла в Лиме и попросил убежища. 3 декабря Уругвай отказал Алану Гарсии в убежище, после чего тот покинул резиденцию.

### Самоубийство
Алан Гарсия умер 17 апреля 2019 года в больнице, куда был доставлен после попытки самоубийства — он выстрелил себе в шею. Гарсия пытался покончить с собой, когда к нему домой пришла полиция с ордером на арест. Расследование в отношении Алана Гарсия началось в рамках коррупционного скандала вокруг бразильской строительной компании Odebrecht. По версии следствия, бывший президент мог получить от компании $100 тыс..
Соболезнования в связи со смертью Алана Гарсии выразил президент Перу Мартин Вискарра, президент Чили Себастьян Пиньера, президент Боливии Эво Моралес, президент Эквадора Ленин Морено, президент Колумбии Иван Дуке, бывший президент Эквадора Рафаэль Корреа, бывший президент Колумбии Альваро Урибе, бывший президент Мексики Фелипе Кальдерон, вице-президент Перу Мерседес Араос, экс-президент Перу Ольянта Умала, экс-кандидат в президенты Перу Кейко Фухимори, бывшие премьер-министры Перу Хорхе дель Кастильо и Сесар Вильянуэва, конгрессмены Перу, члены APRA.
Президент Вискарра объявил трёхдневный национальный траур в Перу по Алану Гарсии.

### Опубликованные работы
Президент Гарсия — автор нескольких книг о перуанских реалиях и о Латинской Америке. Большинство из них находится в Biblioteca Nacional del Perú (национальная библиотека Перу). Ниже приведён список некоторых его опубликованных работ:
- 1988  A la inmensa mayoría: discursos
- 1989  El futuro diferente
- 1989  El desarme financiero: pueblo y deuda en América Latina
- 1990  La revolución regional
- 1991  La defensa de Alan García
- 1992  El nuevo totalitarismo
- 1994  El mundo de Machiavello
- 1997  La falsa modernidad
- 1997  Siete tesis erróneas del neoliberalismo en América Latina
- 1999  Mi Gobierno hizo la regionalización
- 2000  La década infame: deuda externa 1990–1999
- 2003  Modernidad y política en el siglo XXI: globalización con justicia social
- 2005  Sierra Exportadora - Empleo, Modernidad y Justicia en Los Andes